# Zifferngruppierung
Zifferngruppierung bezeichnet die Gruppierung der Ziffern in längeren Zahlen. In den meisten heutigen Sprachen werden größere Zahlen in einem Stellenwertsystem zur Basis Tausend gesprochen. Dort erleichtern Tausendertrennzeichen das Lesen großer Zahlen, mit deren Hilfe die Ziffern einer Zahl, bei der niedrigsten Stelle beginnend, in Dreiergruppen zusammengefasst werden. Historisch werden bei Verwendung von arabischen Ziffern die arabischen Trennzeichen verwendet: ein Hochkomma für Tausender und ein Komma für Dezimal. Heute üblich sind jedoch auch, je nach Region, Art der Schrift (beispielsweise Buchdruck vs. Handschrift), spezielle Leerzeichen, Punkt und Komma in unterschiedlicher Anordnung.

## Methoden der Zifferngruppierung

### Tausendertrennung

#### Überblick
Weit verbreitet ist die Gruppierung der Stellen in einem Stellenwertsystem der Zahlendarstellung in Dreierblöcken, im Dezimalsystem also in Potenzen von Tausend (Tausendertrennung).
Neben den Ziffern links des Dezimaltrennzeichens können auch die Ziffern rechts des Dezimaltrennzeichens, also die Nachkommastellen, gruppiert werden:
- 1 987 654 321,123 456 7
- 1 987 654 321,123 456 78

Die Gliederung von Zahlen in Zifferngruppen dient der besseren Lesbarkeit. Sie vereinfacht außerdem im Deutschen und z. B. im Englischen das Sprechen, da auch hier Zahlen in Dreiergruppen eingeteilt werden:

Die Zahl 123 456 789 wird ausgesprochen als
- einhundertdreiundzwanzigmillionenvierhundertsechsundfünfzigtausendsiebenhundertneunundachtzig

Die Einteilung in Dreiergruppen erleichtert auch das Arbeiten mit den Vorsätzen für Maßeinheiten, also den Präfixen Mikro, Milli, Kilo, Mega usw. Jede Dreiergruppe einer Zahl entspricht hier einem Vorsatz:
- 123 456 789 Watt = 123 456,789 Kilowatt = 123,456 789 Megawatt.

Auch die Umwandlung in die Exponentialschreibweise fällt leicht:
- 10 000 m = 10 km = 10e3 m = 10 × 103 m = {\displaystyle 10\cdot 10^{3}\mathrm {m} } = 1 × 104 m

#### Ausnahmen
Ausnahmen von der Einteilung in Dreiergruppen bilden beispielsweise Jahreszahlen (keine Einteilung), deutsche fünfstellige Postleitzahlen (keine Einteilung) oder Rufnummern (nach DIN 5008 Einteilung in Landesvorwahl, Ortsvorwahl und Rufnummer). Britische Post Codes hingegen werden aber abgeteilt: W1A 1AA.

#### Regelung in den Ländern
Relevante deutsche Normen sind DIN 1333, DIN 5008, international ISO 31 und ihr Nachfolger ISO 80000. Für Österreich gilt das Österreichische Wörterbuch.
- Deutschland/Österreich:
  - Normaler Text:  Punkt, Leerzeichen oder schmales Leerzeichen (&#8239;): 32.678 oder 32 678
  - Mathematischer Formelsatz/TeX:  Punkt oder schmales Leerzeichen: {\displaystyle 32.768} oder {\displaystyle 32\ 768}
  - Vorkomma in Dreiergruppen, Nachkomma meist in Dreiergruppen:  31.415,926.535.897.932.384 oder 31.415,926 535 897 932 384
  - Häufig wird auch im deutschen Sprachraum fälschlicherweise oder absichtlich die im englischen Sprachraum anzutreffende Notation verwendet, was zu Missverständnissen führt.

- Schweiz:
  - Normaler Text:  gerades Hochkomma: 31'415,926 beziehungsweise 31'415.926 (zu den unterschiedlichen Schreibweisen des Dezimalpunktes siehe Dezimaltrennzeichen#Schweiz)
  - Amtliche Texte des Bundes: 
    - Festabstand: 1 222 333[1]
    - Dezimalkomma wie in Deutschland 3,14159, bei Währung aber ein Punkt: CHF 29.95

- Englischer Sprachraum:
  - Normaler Text:  Komma, Leerzeichen oder schmales Leerzeichen: 32,768 oder 32 768
  - Mathematischer Formelsatz/TeX:  Komma oder schmales Leerzeichen: {\displaystyle 32{,}768} oder {\displaystyle 32\ 768}
  - Vorkomma in Dreiergruppen, Nachkomma meist in Fünfergruppen: 31,415.92653,58979,32384 oder 31 415.92653 58979 32384

- Historische Schreibweisen (Euler, Laplace, Gauss, teilweise bis in die 1950er Jahre)
  - unüblich oder schmales Leerzeichen
  - Nachkommastellen häufig hochgestellt oder als Bruch: 3,14159, oder 3,14159 oder 3{\displaystyle \;\!\!{\tfrac {14159}{100000}}}

### Zifferngruppierung in der numerischen Mathematik
Abweichend von den Tausenderblöcken werden lange Ziffernreihen auch in Fünferblöcken gruppiert, so wie beispielsweise bei der Eulerschen Zahl:
{\displaystyle e=2{,}71828\ 18284\ 59045\ 23536\ 02874\ 71352\ 7\ldots }
In der Astronomie gibt es ebenfalls lange Zahlenreihen, vor allem zur Berechnung der Umlaufbahnen (zudem genauer einzelner Bahnelemente oder auch sogenannter Ephemeriden), wie beispielsweise bei den Pariser Mond-Ephemeriden oder (allgemeiner) in den Variations séculaires des orbites planétaires sowie in den Berechnungen des JPL.

### Andere Zahlensysteme
Im chinesischen Zahlensystem sowie bei Kulturen, die dieses übernommen haben (japanisches und koreanisches Zahlensystem), ist die Myriade (zehntausend, 1×104, chinesisch 萬 / 万, Pinyin wàn, kant./jap./kor. man) das größte elementare Zahlwort und damit Basiszahl für die Angabe größerer Zahlwerte. Große Zahlen werden daher in Blöcken zu je vier Ziffern gelesen. Eine Gliederung in Dreierblöcken hilft in solchen Sprachen in keiner Weise beim Lesen. Das hat zur Folge, dass auch für Mehrsprachler das simultane Übersetzen großer Zahlen z. B. zwischen Chinesisch und Englisch nicht einfach ist.
Im indischen Zahlensystem ist es üblich, zunächst die drei niedrigsten Stellen und anschließend jeweils zwei Stellen zu gruppieren sowie den Zahlen eigenständige Elementarnamen zu geben. So werden etwa für eine Million die Schreibweise 10'00'000 und die Bezeichnung 10 Lakh verwendet.
Binär- oder Hexadezimalzahlen: Vierergruppen: 0100 0001 oder FFFF FFFF. In Programmiersprachen sind ' und _ anzutreffen.

## Schriftzeichen für die Zifferngruppierung
Als Gruppierungszeichen wurden und werden in verschiedenen Ländern und Sprachen unterschiedliche Zeichen benutzt:
- Leerraum
  - 12 345: gewöhnliches Leerzeichen
  - 12 345: Sechstelgeviert
  - 12 345: schmales geschütztes Leerzeichen
  - 12 345: punktbreites Leerzeichen
  - 12 345: geschütztes Leerzeichen
- 12.345: Punkt
- 12,345: Komma
- 12′345: Minutenzeichen, Prime, Hochstrich
- 12'345: gerades Hochkomma
- 12’345: Apostroph, Hochkomma

### Zur Problematik von Punkt und Komma für Tausender- und Dezimaltrennzeichen
Nach deutschen und internationalen Normen soll das schmale geschützte Leerzeichen als Tausendertrennzeichen verwendet werden (z. B. 123 456 789). Neben der Normenkonformität bietet das Leerzeichen den Vorteil, dass es in der internationalen Kommunikation nicht mit dem Dezimaltrennzeichen verwechselt werden kann.
Auch innerhalb des deutschen Sprachraums kann es ein Problem sein, dass die Zeichen Punkt und Komma optisch ähnlich sind. Dadurch entsteht die Möglichkeit von Verwechselungen etwa bei Zahlen, die mit nur einem Tausendertrennzeichen und ohne Nachkommastellen notiert wurden. Bei Verwendung eines Leerzeichens als Tausendertrennzeichen wird dieses Problem vermieden.
Traditionell wurde in Deutschland, Österreich und Frankreich der Punkt als Tausendertrennzeichen und das Komma als Dezimaltrennzeichen verwendet. So ist dies die Voreinstellung in verschiedenen Programmen, z. B. LibreOffice oder Microsoft Office. Dagegen werden etwa in England die beiden Zeichen genau umgekehrt eingesetzt:
- Deutschland, Österreich, Frankreich: 123.456.789,123
- England, USA: 123,456,789.123

Eine Zahl wie etwa 12,345 kann daher nicht ohne weiteres korrekt interpretiert werden. Aus diesem Grund sehen Normen die Verwendung eines Leerzeichens als Tausendertrennzeichen vor (DIN 1333, DIN 5008 und ISO 80000). Dabei wird ein schmales Leerzeichen empfohlen, falls dieses technisch verfügbar ist. Eine Ausnahme bilden Geldbeträge, die aus Sicherheitsgründen mit dem Leerzeichen, das mindestens die Breite einer der Ziffern hat, oder einem Trennzeichen (wie dem Punkt) getrennt werden können.
Manchmal (z. B. in der Schweiz) werden die Ziffern auch mit einem Hochstrich voneinander getrennt, um die genannten Probleme mit Komma und Punkt auszuschließen:
- Beispiel: 123'456'789.123 bzw. 123'456'789,123

### Zu Problemen in Typografie und Computersatz
Für die Zifferngruppierung verwendet man typografischen Weißraum, der schmaler als der normale Wortabstand sein sollte. Oft wird ein Sechstelgeviert (six-per-em) empfohlen. Sofern das verwendete Computersystem Unicode richtig umsetzt, können dafür entsprechende Leerzeichen aus dem Unicodeblock Allgemeine Interpunktion verwendet werden.
Wird mit Leerzeichen gruppiert, ist ein geschütztes Leerzeichen notwendig, um einen Zeilenumbruch innerhalb der Ziffernkolonne zu vermeiden. Ebenso beim schmalen Leerzeichen, hier ist das schmale umbruchgeschützte Leerzeichen zu bevorzugen. Alternativ kann umbrechender Leerraum durch Zuweisen einer entsprechenden Formatierungseigenschaft vor dem Umbruch geschützt werden. Die Breite des Leerraums (mit normalem Leerzeichen) kann auch durch Skalierung, Spationierung, negativen Sperrsatz bzw. Verringerung des Wortabstands verändert werden.
Unter TeX und LaTeX stehen großer (5/18 Geviert) und kleiner Zwischenraum (3/18 Geviert) in der Form a\;b bzw. a\,b zur Verfügung.

### Zu Problemen bei der Darstellung in der Programmierung
Nur wenige Programmiersprachen unterstützen das Gruppieren von Ziffern zur Erhöhung der Lesbarkeit und Vereinfachung der Fehlersuche (0xFFFFFFFFFFFFFFF != 0xFFFFFFFFFFFFFFFF vs. 0xFFF'FFFF'FFFF'FFFF != 0xFFFF'FFFF'FFFF'FFFF).
So ist es beispielsweise in Ada, Perl, Ruby, Rust, Java, C# und Verilog und VHDL möglich, Zahlen bei Bedarf mit dem Unterstrich _ zu gruppieren, in Algol 68 ist die Verwendung von Leerzeichen   möglich, in den meisten anderen Programmiersprachen ist eine Entsprechung jedoch nicht zu finden. In C++14 wurde der einfache Apostroph ' als Gruppierungszeichen eingeführt.